# أياسه (كاناغاوا)
أياسه (باليابانية: 綾瀬市 أياسه-شي) هي مدينة يابانية تقع في محافظة كاناغاوا. 
تم تأسيس المدينة في 1 نوفمبر، 1978.
يقع في أياسه قاعدة أتسوغي الجوية البحرية أحد أهم قواعد القوات المسلحة الأمريكية في منطقة كانتو.

## اقتصاد
- شركة هيتاتشي
- مكتب شركة كانون في أياسه
- شركة توسو للصناعات الكيميائية.

## أعلام
- إيجي تاكادا
- ريو إييدا
- ميراي شيدا
- ياسوماسا كاواساكي
- تاكاشي إيشي

## وصلات خارجية
- الموقع الرسمي باللغة اليابانية